# Caerostris mayottensis
Caerostris mayottensis är en spindelart som beskrevs av Manfred Grasshoff 1984. Caerostris mayottensis ingår i släktet Caerostris och familjen hjulspindlar. Inga underarter finns listade.